# Филокастро
Филокастро (на гръцки: Φυλόκαστρο) е крепост над воденското село Владово (Аграс), Гърция.
Развалините на крепостта са разположени стратегически на висок хълм от лявата страна на главния път Воден (Едеса) – Владово. Крепостта датира от османската епоха, като вероятно имат и по-стари фази. Естествената скала е изкуствено издълбана и е запазен нисък зид от полуобработени камъни, скрепени с хоросан. На върха на хълма има три рова, покрити с камъни.
В 1995 година крепостта е обявена за паметник на културата.